# Uttern, Ingå
För andra betydelser, se Uttern (olika betydelser).
Uttern är en ö i Finland.   Den ligger i kommunen Ingå i den ekonomiska regionen  Raseborg  och landskapet Nyland, i den södra delen av landet, 70 km sydväst om huvudstaden Helsingfors.